# تسونتا
تسونتا (روسی: Цунта) یک روستا در روسیه است که در ناحیه تسونتین از توابع داغستان واقع شده است.